# فرودگاه سن-بریو – آرمر
فرودگاه سن-بریور - آرمُر Aéroport de Saint-Brieuc - Armor یک فرودگاه همگانی با کد یاتا SBK است که یک باند فرود سنگفرش دارد و طول باند آن ۲۲۰۰ متر است. این فرودگاه در شهر سن بریوک کشور فرانسه قرار دارد و در ارتفاع ۱۳۸ متری از سطح دریا واقع شده است.